# 東京中野文学賞
東京中野文学賞（とうきょうなかのぶんがくしょう）は、一般社団法人中野区観光協会、東京中野文学賞実行委員会が主催する公募文学賞。

## 概要
小説が対象。プロ、アマチュア、経歴問わず応募を受け付けている。演劇・映画関係者、アニメ制作者等が多く在住する中野区の特性にちなみ、受賞作の舞台化、映画化、アニメ化を視野に入れている。
第1回目は2022年開催。旧名称は東京中野物語2022文学賞。受賞作を含む最終候補作が電子書籍化され、文月蒼氏のデビュー作『水槽世界』は飛鳥新社から単行本化された。

## 受賞作

### 第1回（2022年）
一次・二次選考を経て、最終選考委員により選出された。選考委員は、中島京子（小説家）、篠原哲雄（映画監督）、中川翔子（歌手・タレント）、鬼塚忠（小説家・作家エージェント）。
- 大賞『悔いの華』原浩一郎
- 佳作『鬼祓い桃園神社』菊一馬絽
- 佳作『にゅうらいふ』大塚 雅美
- 中野区賞『始発電車は午前五時』北森春土
- 篠原哲雄監督特別賞『ささやかな音を聴く』高城つかさ

### 第2回（2024年）
一次・二次選考を経て、最終選考委員により選出された。選考委員は、中島京子（小説家）、篠原哲雄（映画監督）、大槻ケンヂ（ロックミュージシャン・作家）、鬼塚忠（小説家・作家エージェント）。
- 大賞・クラファン賞『その針がさすのは』羽田圭介
- 佳作『檸檬と蜜柑のラプソディ』ふるたみゆき
- 佳作『軌道、レゾナント』六ッ川和泉
- 中野区賞『10円玉を握りしめたら』宮本直樹